# Bettina von Freytag genannt Löringhoff
Bettina Baronesse von Freytag genannt Löringhoff (* 26. September 1943 in Stuttgart; † 16. August 2021 in Tübingen) war eine deutsche Klassische Archäologin aus dem Adelsgeschlecht Freytag von Loringhoven.

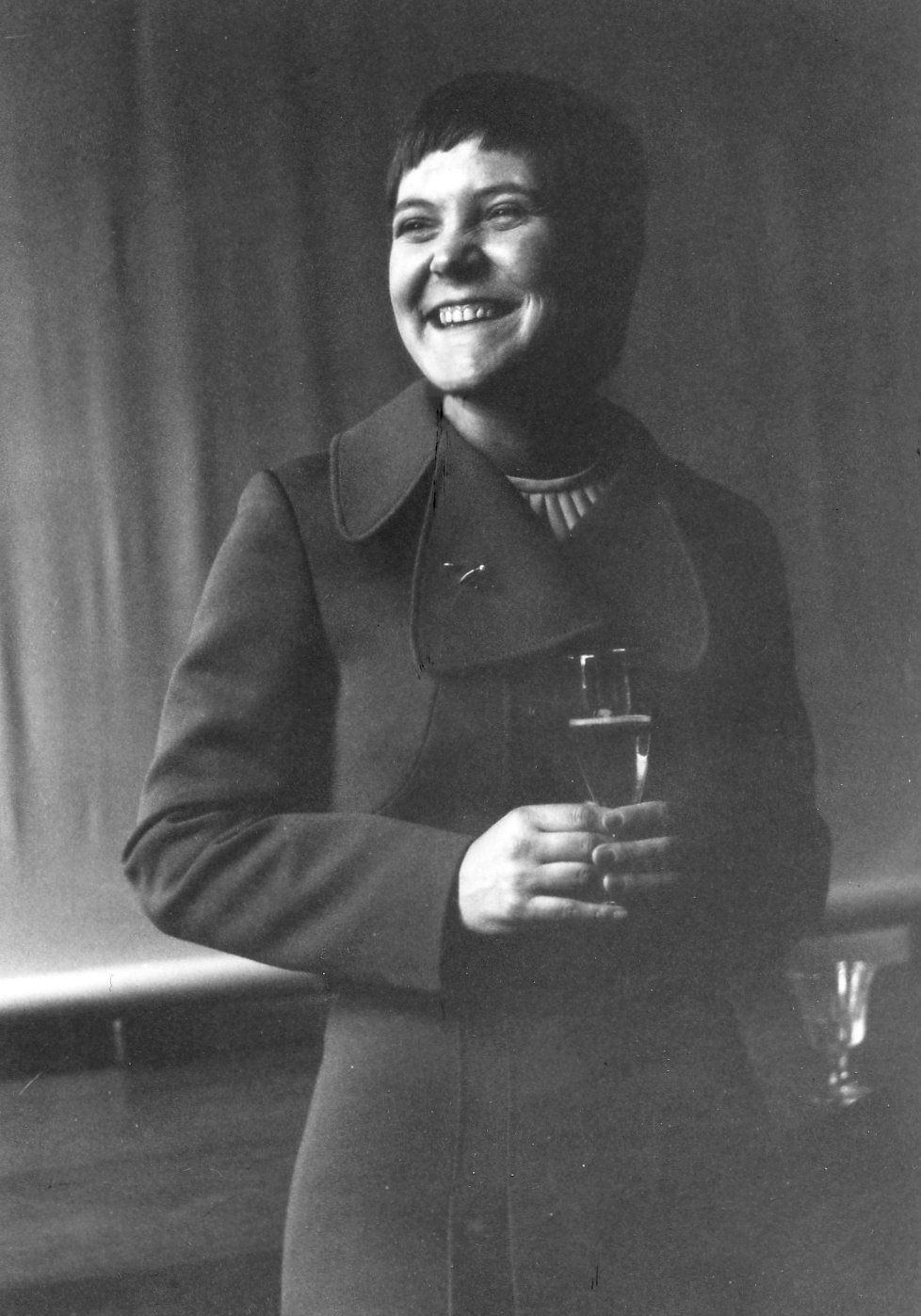
Bettina von Freytag auf der Feier anlässlich ihrer Promotion (1971)

## Leben
Bettina von Freytag, Tochter des Philosophen Bruno von Freytag-Löringhoff, legte das Abitur am Uhland-Gymnasium Tübingen ab. Anschließend begann sie ein Studium der Klassischen Archäologie. 1971 wurde sie an der Universität Tübingen bei Ulrich Hausmann promoviert. Nach Tätigkeiten bei Ausgrabungen in Italien, Griechenland sowie in der Türkei (1965 bei Friedrich Karl Dörner in Kommagene) und nach vier Jahren als wissenschaftliche Hilfskraft an der Abteilung Athen des Deutschen Archäologischen Instituts für die Grabungen in Olympia und am Kerameikos in Athen wurde sie 1976 als Nachfolgerin von Wolf-Dieter Heilmeyer Kustodin der Tübinger Antikensammlung und wissenschaftliche Assistentin am dortigen Archäologischen Institut, seit 1977 als Akademische Rätin, ab 1993 als Oberrätin. Ab 1989 war sie zusätzlich als Leiterin des Universitätsmuseums im Schloss Hohentübingen tätig, ab 1996 als Akademische Direktorin und leitende Kustodin. Nach ihrer Habilitation 1998 war sie zudem außerplanmäßige Professorin und damit die erste Frau an der Universität Tübingen mit dem Titel Professorin im Fach Klassische Archäologie. 2008 ging sie in den Ruhestand, engagierte sich aber weiterhin für die Tübinger Kinderuniversität.

## Schriften
- mit Dietrich Mannsperger, Friedhelm Prayon (Hrsg.): Praestant interna. Festschrift für Ulrich Hausmann. Wasmuth, Tübingen 1982, ISBN 3-8030-1802-1.
- Das Giebelrelief von Telamon und seine Stellung innerhalb der Ikonograpie der „Sieben gegen Theben“ (= Mitteilungen des Deutschen Archäologischen Instituts, Römische Abteilung. Ergänzungsheft 27). Zabern, Mainz 1986, ISBN 3-8053-0897-3 (Dissertation Universität Tübingen 1971).
- Stuttgart, Tübingen, Privatsammlungen Esslingen – Stuttgart (= Corpus Speculorum Etruscorum. Bundesrepublik Deutschland, Band 3). Hirmer, München 1990, ISBN 3-7774-5050-2.
- (Redaktion): Kleine Gypse. Wohnzimmerrezeption antiker Plastik. Begleitband zur Ausstellung im Haspelturm des Schlosses Hohentübingen vom 30. März bis 2. Mai 1999. Tübinger Vereinigung für Volkskunde, Tübingen 1999, ISBN 3-932512-07-3.